# Alexander Winchell

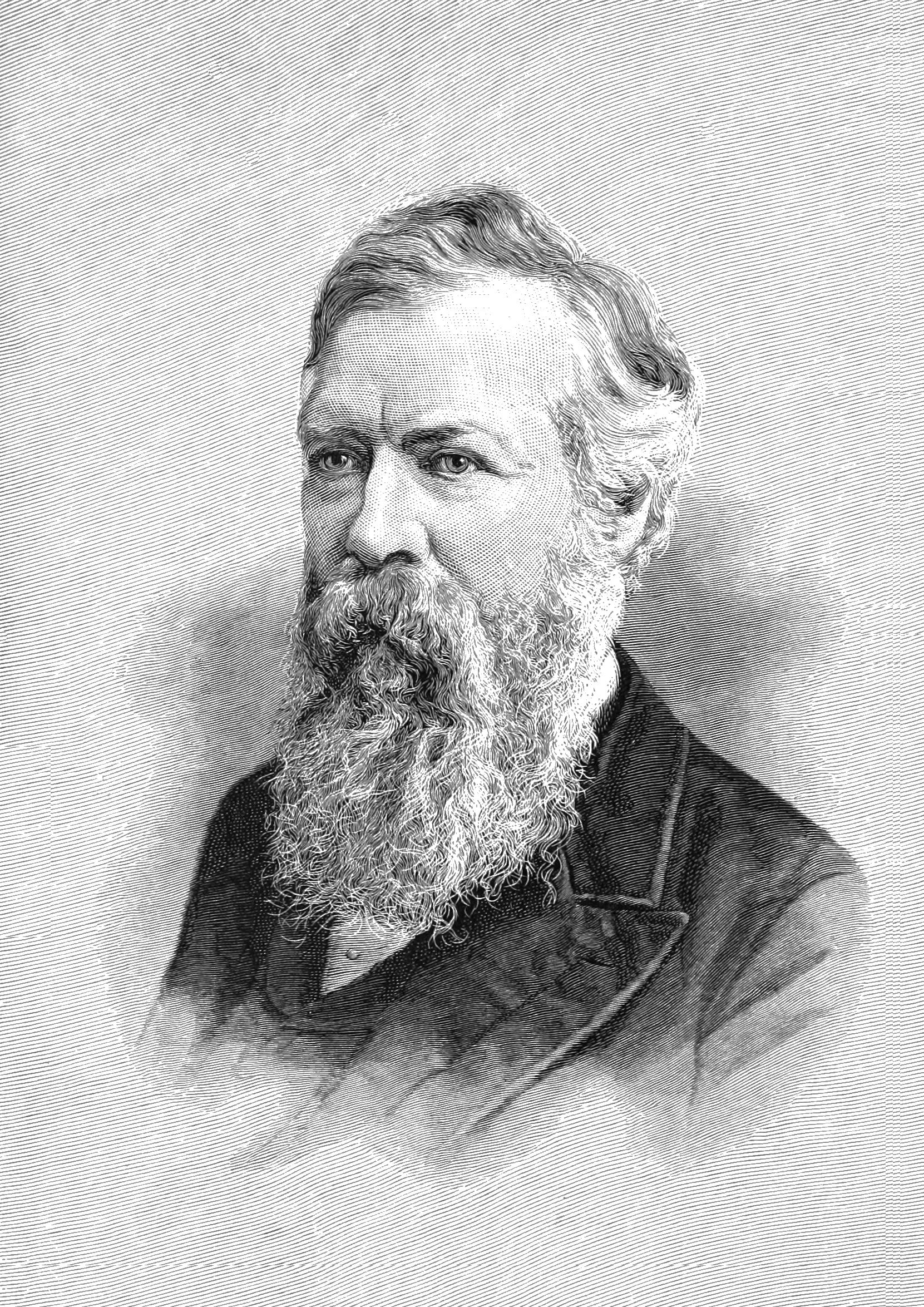
Alexander Winchell

Alexander Winchell (* 31. Dezember 1824 in New York; † 1891) war ein US-amerikanischer Geologe und Paläontologe.
Winchell war lange Zeit Staatsgeologe von Wisconsin. 1855 bis 1873 war er Professor für Geologie, Zoologie und Botanik an der University of Michigan.
Wie zahlreiche andere Intellektuelle bezog  Winchell im letzten Drittel des Jahrhunderts Stellung gegen das allgemeine und gleiche Wahlrecht, da er die politische Ordnung durch Korruption gefährdet sah und den Einfluss des Geldes gegenüber dem der Bildung für zu groß hielt.
1888 gründete er in Ithaca (New York) zusammen mit James Hall und James Dwight Dana die Geological Society of America.
1891 war er Präsident der Geological Society of America.
Der Mount Winchell in den Palisades der Sierra Nevada ist nach ihm benannt.